# الگون شیمشک
الگون شیمشک (انگلیسی: Olgun Şimşek؛ زادهٔ ۱۹۷۱) هنرپیشه اهل ترکیه است. او برنده جایزه «بهترین بازیگر مرد» از «جشنواره فیلم آنکارا» شده‌است.